# Wola Zofiowska
Wola Zofiowska – wieś w Polsce położona w województwie świętokrzyskim, w powiecie buskim, w gminie Gnojno.
| SIMC    | Nazwa       | Rodzaj    |
| ------- | ----------- | --------- |
| 0238641 | Czechowizna | część wsi |
| 0238658 | Gajówka     | część wsi |

W latach 1975–1998 miejscowość administracyjnie należała do województwa kieleckiego.

## Osoby związane z Wolą Zofiowską
- Jan Sowa – kapitan rezerwy Wojska Polskiego. Poległ w bitwie pod Słupią.